# Kilemary
Kilemary (russisch Килема́ры; Mari Кӹлемар) ist eine Siedlung städtischen Typs in der Republik Mari El in Russland mit 4073 Einwohnern (Stand 14. Oktober 2010).

## Geographie
Der Ort liegt gut 60 km Luftlinie westnordwestlich der Republikhauptstadt Joschkar-Ola, etwa 2 km vom linken Ufer des Großen Kundysch (Bolschoi Kundysch), eines rechten Zuflusses der Großen Kokschaga (Bolschaja Kokschaga).
Kilemary ist Verwaltungszentrum des Rajons Kilemarski sowie Sitz der Stadtgemeinde (gorodskoje posselenije) Kilemary, zu der außerdem die umliegenden Dörfer Bolschoi Kundysch, Bolschoi Lombenur, Bolschoi Schudugusch, Kitschma, Kuscholok, Maly Lombenur, Maly Schudugusch, Mari-Kilemary, Samkino, Wasseni und Wodoserje sowie die Siedlungen Kuschinski Konopljannik, Neschnurski und Udjurma gehören.

## Geschichte
Das Dorf Russkije Kilemary („Russisch-Kilemary“) wurde 1850 von russischen Umsiedlern aus dem Ujesd Jaransk des Gouvernements Wjatka gegründet, etwa 4 km vom existierenden von Mari bewohnten Dorf Mari-Kilemary entfernt. Seit 1904 trägt der Ort seinen heutigen Namen.
Am 26. August 1939 wurde er Verwaltungssitz eines nach ihm benannten Rajons, der durch Ausgliederung aus dem seit 1930 existierenden Gornomarijski rajon („Berg-Mari-Rajon“) mit Sitz in Kosmodemjansk entstand. 1984 erhielt Kilemary den Status einer Siedlung städtischen Typs.

### Bevölkerungsentwicklung
| Jahr | Einwohner |
| ---- | --------- |
| 1959 | 908       |
| 1970 | 1519      |
| 1979 | 2951      |
| 1989 | 4112      |
| 2002 | 3951      |
| 2010 | 4073      |

Anmerkung: Volkszählungsdaten

## Verkehr
Kilemary liegt an der Regionalstraße 88K-006, die etwa 30 km südöstlich von der 88K-002 Joschkar-Ola – Kosmodemjansk abzweigt und weiter zur Grenze der Oblast Nischni Nowgorod in Richtung Scharanga verläuft. Nach Nordosten zweigt die 88N-04001 zur Grenze der Oblast Kirow ab, weiter in das etwa 30 km entfernte Santschursk.
Die nächstgelegenen Bahnstationen befinden sich in der Republikhauptstadt Joschkar-Ola beziehungsweise wenig weiter westlich in Krasnooktjabrski (Station Nolka) an der Strecke Selenodolsk – Joschkar Ola – Jaransk. Kilemary war Namensgeber für eine den westlichen Teil der Republik erschließende Waldbahn, für die sich ab den 1960er-Jahren die Bezeichnung Kilemary-Eisenbahn (Kilemarskaja schelesnaja doroga) einbürgerte (zuvor Dubowskaja-Eisenbahn, nach der ehemaligen Siedlung Dubowski an der Wolga). Das ab 1927 errichtete, bei seiner Maximalausdehnung bis etwa 200 km lange, für eine derartige Bahn außergewöhnliche breitspurige Netz war bis 1979, als eine Verbindung nach Nolka in Betrieb ging, von Eisenbahnnetz der Sowjetunion isoliert. Die letzten Abschnitte wurden 2002 stillgelegt. Die Strecken berührten die Siedlung Kilemary zwar nicht direkt – der nächstgelegene Bahnhof Zinglok befand sich etwa 15 km südlich – führten aber durch den Rajon mit Kilemary als größtem Ort des Gebietes.